# MONSTER TREE
MONSTER TREE (モンスター・ツリー)は、SHAKALABBITSのメジャー3枚目、通算6枚目のシングルで、東芝EMIから2003年9月3日に発売。

## 解説
MVは沖縄の中城城跡で撮影している。次のアルバム『CLUTCH』をまとめ録りするため、初の合宿を行った。

## 収録曲
1. MONSTER TREE
2. THE REMOTE CONTROL
3. 80[at Billy Bob's Barn]
作詞：UKI、作曲：MAH、プロデュース：HAJIME "FUZZIME" OKANO&SHAKALABBITS

## 収録アルバム
- CLUTCH (#1)
- MUSHROOMCAT RECORD (#1)

## ジャケット
ジャケットは前2作「head-scissors」「Pivot」に続いてTOKYOGUNSの岩瀬匠が担当。このジャケットのイメージは、モンスターツリーの周りには無国籍の人達が囲んでいると言う平和をあらわしている。